# Manuel Chong Neto
Manoel Chong (Cidade do Panamá, 16 de novembro de 1927 - Cidade do Panamá, 23 de maio de 2010) foi um artista plástico panamenho.
O artista, filho de um chinês e uma panamenha, foi um dos ícones da pintura panamenha e um dos seus traços estilísticos foi a retratação de mulheres volumosas.
Foi considerado um dos mais importantes e prolíficos artistas da história da arte panamenha.

## Vida
Artista inato, desenhava e pintava desde muito jovem. Aos 19 anos, tornou-se professor no Liceo de Señoritas de Panama, onde ensinava para pessoas com mais de 25 anos. Ensinar era para Chong Neto uma das maiores satisfações profissionais, cuja aptidão o levaria a convites para lecionar nas mais importantes escolas secundárias da Cidade do Panamá.
Em 1952, entrou para a Escola Nacional de Artes Plásticas do Panamá para concluir estudos acadêmicos de arte e, em 1965, deixou o país para se especializar na Escola Nacional de Artes do México e Academia São Carlos na Cidade do México, uma das mais importantes escolas de artes da região. Em sua estada no México, desenvolveu interesse por artes gráficas e tornou-se um dos mais importantes artistas no desenvolvimento destas técnicas.
Ainda no México, conheceu sua esposa, Alma, sua musa inspiradora a quem chamaria de "mulher chongnetian", bonita e volumosa, um tipo que ele mostraria representar a beleza ideal e a sensualidade da mulher latina.
Faleceu com problemas cardíacos.

## Estilo
Suas gorditas (mulheres gordas) tinham reconhecimento pra ele como alvos de seu trabalho, algumas muito sofisticadas e que evocavam uma representação erótica. Com o significativo número de peças de arte, muitas dessas mulheres tinham outras características, sempre equilibradas na expressão da composição.
Por meio de suas gorditas, também foram conhecidos seus estilos de vida e paisagens urbanas. Suas composições eram baseadas em formas geométricas sem abstração extrema dos objetos, o que permitiria captar a essência de detalhes, capturadas com uma obscuridade sutil, enaltecendo a sensibilidade e o senso inspirador de suas pinturas.
Após retornar do Panamá, passou a ensinar na Escola Nacional de Artes Plásticas do Panamá e Faculdade de Arquitetura da Unidade do Panamá, da qual se retiraria em 1986. Durante todo este tempo, permaneceu trabalhando em seu estúdio na capital panamenha.
Indubitavelmente, Chong Neto não teve somente o respeito do público e críticos panamenhos, mas de toda a comunidade artística latino-americana ao ser convidado para as duas mais importantes e referenciadas mobilizações artísticas da região no século XX.
Em 1990, a União de Estados Iberoamericanos promoveu uma coleção de suplementos e revistas mais importantes de cerca de 30 países, cada um delas ilustradas pelos artistas mais reconhecidos.  Sua coleção de desenhos Don Manuel acompanhou os poemas do cubano José Martí.  Após viajar para uma exibição de Israel para a Argentina, chamada Latinoamérica Pinta, elevou seu nome entre os maiores da arte.

## Obras
Chong Neto organizou e realizou mais de 40 exposições individuais, além de ter participado de, pelo menos, outras 30 mostras coletivas. Sua produção artística chegou a bienais do México, Colômbia, Brasil e Estados Unidos.
Quando faleceu estava em preparativos para duas exposições beneficentes.